# Biserica evanghelică fortificată din Bruiu
Biserica evanghelică fortificată din Bruiu este un ansamblu de monumente istorice aflat pe teritoriul satului Bruiu, comuna Bruiu. În Repertoriul Arheologic Național, monumentul apare cu codul 144429.01.
Ansamblul este format din următoarele monumente:
- Biserica evanghelică (cod LMI SB-II-m-A-12341.01)
- Incintă fortificată, cu patru bastioane și turn (cod LMI SB-II-m-A-12341.02)